# Кацице (Малопольское воеводство)
Каци́це (пол. Kacice) — село в Польше в сельской гмине Сломники Краковского повета Малопольского воеводства.

## География
Село располагается в 5 км от административного центра гмины города Сломники и в 22 км от административного центра воеводства города Краков.

## История
В 1222 году краковский епископ Ивон Одровонж основал в селе цистерцианский монастырь, который в 1226 переехал в Могилу. Во время разделов Польши село принадлежало сенатору Дмитрию Набокову, который был прадедом русского писателя Владимира Набокова. Дмитрий Набоков с 1867 года 1876 год был начальником канцелярии Царского бюро по делам Польши. После него село унаследовал Дмитрий Дмитриевич Набоков и после его сын Владимир Дмитриевич Набоков.
До 1954 года Кацице было административным центром гмины Кацице. В 1975—1998 годах село входило в состав Краковского воеводства.

## Население
По состоянию на 2013 год в селе проживало 373 человек.
| 2007 | 2013 |
| ---- | ---- |
| 383  | 373  |

| Перепись  | Всего   | Всего | Женщины | Женщины | Мужчины | Мужчины |
| --------- | ------- | ----- | ------- | ------- | ------- | ------- |
| Единицы   | человек | %     | человек | %       | человек | %       |
| Население | 373     | 100   | 190     | 50,93   | 183     | 49,07   |